# Championnat de Belgique de football 1981-1982
Navigation
Saison précédente Saison suivante
Le championnat de Belgique de football 1981-1982 est la 79e saison du championnat de première division belge. Le championnat oppose 18 équipes en matches aller-retour.
Le Standard de Liège décroche son septième titre de champion de Belgique, onze ans après le sixième, avec une avance de deux points sur le champion sortant, le R. SC Anderlechtois.
Dans la lutte pour le maintien, pas de miracle cette saison pour le K. Beringen FC. Sauvé un an plus tôt grâce à la sanction infligée au Beerschot, le club termine une nouvelle fois 17e et chute en deuxième division. Il devance seulement le KV Malines, promu en début de saison qui effectue donc l'aller-retour vers le niveau inférieur.

## Clubs participants
Dix-huit clubs prennent part à ce championnat, soit autant que lors de l'édition précédente. Ceux dont le matricule est indiqué en gras existent toujours aujourd'hui.
| #  | Nom                                              | Mat. | Ville                | Stades                       | Entraîneur        | En D1 depuis (série) | Total en D1 | Saison précédente |
| -- | ------------------------------------------------ | ---- | -------------------- | ---------------------------- | ----------------- | -------------------- | ----------- | ----------------- |
| 1  | Royal Sporting Club Anderlechtois                | 35   | Anderlecht           | Stade Émile Versé            | Tomislav Ivić     | 1935-1936 (45e)      | 51e         | 1er               |
| 2  | Royal Antwerp Football Club                      | 1    | Deurne               | Bosuilstadion                | Dimitri Davidović | 1970-1971 (12e)      | 76e         | 9e                |
| 3  | Koninklijke Beringen Football Club               | 522  | Beringen             | Mijnstadion                  | Hans Croon        | 1972-1973 (10e)      | 24e         | 17e               |
| 4  | Sportkring Beveren                               | 2300 | Beveren              | Freethielstadion             | Urbain Braems     | 1973-1974 (9e)       | 23e         | 4e                |
| 5  | Koninklijke Cercle Brugge Sportvereniging        | 12   | Bruges               | Olympiastadion               | Leo Canjels       | 1979-1980 (3e)       | 54e         | 14e               |
| 6  | Club Brugge Koninklijke Voetbalvereniging        | 3    | Bruges               | Olympiastadion               | Antoine Kohn      | 1959-1960 (23e)      | 60e         | 6e                |
| 7  | Koninklijke Atletieke Associatie Gent            | 7    | Gand                 | Jules Ottenstadion           | Robert Goethals   | 1980-1981 (2e)       | 44e         | 10e               |
| 8  | Koninklijke Voetbalclub Kortrijk                 | 19   | Courtrai             | Guldensporenstadion          | Henk Houwaart     | 1980-1981 (2e)       | 10e         | 13e               |
| 9  | Royal Football Club Liégeois                     | 4    | Rocourt              | Stade Vélodrome Oscar Flesch | Silvester Takač   | 1945-1946 (37e)      | 53e         | 12e               |
| 10 | Royal Standard de Liège                          | 16   | Sclessin             | Stade de Sclessin            | Raymond Goethals  | 1921-1922 (58e)      | 63e         | 3e                |
| 11 | Koninklijke Lierse Sportvereniging               | 30   | Lierre               | Herman Vanderpoortenstadion  | János Bédl        | 1953-1954 (29e)      | 47e         | 8e                |
| 12 | Koninklijke Sporting Club Lokeren                | 282  | Lokeren              | Daknamstadion                | Robert Waseige    | 1974-1975 (8e)       | 8e          | 2e                |
| 13 | Koninklijke Voetbalclub Mechelen                 | 25   | Malines              | Achter de Kazerne            | Kamiel Van Damme  | 1981-1982 (1re)      | 40e         | Division 2 : 5e   |
| 14 | Racing White Daring de Molenbeek                 | 47   | Molenbeek-Saint-Jean | Stade Edmond Machtens        | Cor Brom          | 1965-1966 (17e)      | 28e         | 7e                |
| 15 | Koninklijke Sportklub Tongeren                   | 54   | Tongres              | ?                            | Jef Vliers        | 1981-1982 (1re)      | 1re         | Division 2 : 1er  |
| 16 | Koninklijke Sportvereniging Waregem              | 4451 | Waregem              | Regenboogstadion             | Sándor Popovics   | 1973-1974 (9e)       | 15e         | 11e               |
| 17 | Koninklijke Waterschei Sportvereniging THOR Genk | 553  | Genk                 | Stade André Dumont           | Rik Pauwels       | 1978-1979 (4e)       | 11e         | 16e               |
| 18 | Koninklijke Football Club Winterslag             | 322  | Genk                 | Noordlaanstadion             | Mathieu Bollen    | 1976-1977 (6e)       | 7e          | 5e                |

### Localisation des clubs
| Antwerp FC Lierse SK KV Mechelen SK Beveren FC Brugeois CS Brugeois KV Kortrijk RWD Molenbeek RSC Anderlecht KSC Lokeren AA Gent Beringen FC Winterslag Waterschei Tongres FC Liégeois R. Standard de Liège SV Waregem |

## Résultats et classements

### Résultats des rencontres
Avec dix-huit clubs engagés, 306 matches sont au programme de la saison.
| Résultats (▼dom., ►ext.)                                   | AND | ANT | BER | BEV | CSB | FCB | GEN | KOR | FCL | LIE | LOK | MAL | RWD | STA | TON | WAR | WAT | WIN |
| R. SC Anderlechtois                                        |     | 1-1 | 0-0 | 2-1 | 3-1 | 2-1 | 2-1 | 0-0 | 2-1 | 2-0 | 3-2 | 2-0 | 0-1 | 1-1 | 4-0 | 3-0 | 5-1 | 4-0 |
| R. Antwerp FC                                              | 0-0 |     | 2-0 | 2-0 | 4-1 | 3-0 | 1-1 | 0-1 | 0-2 | 4-1 | 1-0 | 3-0 | 1-0 | 1-2 | 1-0 | 2-0 | 3-0 | 3-0 |
| K. Beringen FC                                             | 2-2 | 0-1 |     | 2-2 | 1-1 | 1-0 | 1-2 | 0-1 | 4-1 | 2-1 | 0-2 | 0-2 | 2-1 | 0-0 | 1-0 | 0-0 | 3-1 | 2-1 |
| SK Beveren                                                 | 3-0 | 1-1 | 3-1 |     | 1-2 | 2-0 | 0-0 | 3-0 | 0-4 | 0-0 | 1-1 | 5-1 | 1-2 | 3-2 | 3-1 | 1-0 | 3-1 | 0-0 |
| K. Cercle Brugge SV                                        | 1-2 | 0-1 | 3-2 | 0-0 |     | 2-2 | 0-0 | 1-2 | 3-0 | 2-2 | 0-2 | 2-1 | 1-2 | 0-1 | 4-0 | 2-1 | 2-3 | 8-0 |
| Club Brugge KV                                             | 0-0 | 2-1 | 2-0 | 1-2 | 2-3 |     | 1-2 | 1-0 | 4-1 | 1-0 | 0-2 | 2-2 | 5-0 | 0-3 | 0-0 | 1-1 | 1-2 | 4-0 |
| K. AA Gent                                                 | 1-0 | 0-0 | 3-0 | 0-0 | 3-1 | 2-1 |     | 3-0 | 1-0 | 1-0 | 1-1 | 2-0 | 2-1 | 0-0 | 1-0 | 1-0 | 2-0 | 0-0 |
| KV Kortrijk                                                | 2-3 | 0-0 | 4-0 | 0-2 | 1-1 | 3-1 | 0-0 |     | 3-1 | 1-2 | 1-1 | 1-1 | 2-1 | 0-0 | 4-1 | 1-0 | 2-1 | 0-1 |
| R. FC Liégeois                                             | 0-3 | 0-0 | 1-4 | 0-1 | 1-1 | 1-0 | 0-0 | 0-0 |     | 3-1 | 0-4 | 5-2 | 3-0 | 0-2 | 0-0 | 2-1 | 2-1 | 3-1 |
| K. Lierse SV                                               | 2-1 | 1-0 | 1-1 | 4-2 | 2-4 | 2-1 | 3-1 | 2-2 | 1-1 |     | 3-1 | 2-0 | 2-2 | 3-1 | 5-1 | 1-0 | 0-4 | 3-1 |
| K. SC Lokeren                                              | 1-1 | 1-0 | 2-0 | 2-1 | 6-2 | 0-2 | 0-0 | 1-2 | 3-1 | 4-0 |     | 2-1 | 1-1 | 0-2 | 1-0 | 1-1 | 5-2 | 1-0 |
| KV Mechelen                                                | 0-1 | 1-2 | 1-2 | 0-0 | 2-1 | 0-3 | 1-0 | 3-1 | 0-0 | 0-2 | 1-2 |     | 1-0 | 3-1 | 0-4 | 0-1 | 1-1 | 0-1 |
| RWD Molenbeek                                              | 1-2 | 4-2 | 1-1 | 1-0 | 3-0 | 2-1 | 0-0 | 0-2 | 4-0 | 2-0 | 1-1 | 4-2 |     | 1-3 | 0-3 | 0-0 | 2-1 | 1-1 |
| R. Standard de Liège                                       | 2-0 | 1-0 | 3-1 | 0-3 | 2-2 | 1-0 | 3-1 | 3-0 | 0-0 | 3-0 | 2-2 | 6-0 | 2-0 |     | 2-2 | 1-0 | 3-1 | 2-1 |
| K. SK Tongeren                                             | 0-2 | 1-2 | 1-0 | 1-0 | 4-2 | 3-3 | 1-0 | 1-0 | 1-3 | 0-1 | 1-3 | 2-1 | 2-1 | 1-1 |     | 2-1 | 0-0 | 1-0 |
| K. SV Waregem                                              | 3-1 | 1-1 | 3-0 | 1-0 | 2-0 | 1-2 | 1-2 | 0-0 | 1-0 | 3-2 | 0-1 | 1-0 | 1-0 | 1-0 | 3-3 |     | 0-1 | 1-1 |
| K. Waterschei SV THOR Genk                                 | 2-1 | 1-2 | 2-0 | 0-1 | 2-4 | 2-2 | 2-2 | 0-1 | 1-0 | 0-0 | 1-0 | 1-0 | 2-1 | 1-1 | 2-2 | 1-1 |     | 3-0 |
| K. FC Winterslag                                           | 0-1 | 0-0 | 0-0 | 1-0 | 1-0 | 0-0 | 0-3 | 1-2 | 1-0 | 0-0 | 0-0 | 3-1 | 2-1 | 0-3 | 3-1 | 1-0 | 3-1 |     |
| - Victoire à domicile - Match nul - Victoire à l'extérieur |     |     |     |     |     |     |     |     |     |     |     |     |     |     |     |     |     |     |

### Classement final
| Rang | Équipe                       | Pts | J  | G  | N  | P  | Bp | Bc | Diff |
| ---- | ---------------------------- | --- | -- | -- | -- | -- | -- | -- | ---- |
| 1    | R. STANDARD DE LIÈGE S       | 48  | 34 | 19 | 10 | 5  | 59 | 28 | +31  |
| 2    | R. SC Anderlechtois T        | 46  | 34 | 19 | 8  | 7  | 56 | 31 | +25  |
| 3    | K. AA Gent                   | 45  | 34 | 16 | 13 | 5  | 38 | 20 | +18  |
| 4    | K. SC Lokeren                | 44  | 34 | 17 | 10 | 7  | 56 | 32 | +24  |
| 5    | R. Antwerp FC                | 43  | 34 | 17 | 9  | 8  | 45 | 23 | +22  |
| 6    | KV Kortrijk                  | 38  | 34 | 14 | 10 | 10 | 39 | 35 | +4   |
| 7    | SK Beveren                   | 37  | 34 | 14 | 9  | 11 | 45 | 33 | +12  |
| 8    | K. Lierse SV                 | 36  | 34 | 14 | 8  | 12 | 49 | 51 | -2   |
| 9    | K. Waterschei SV THOR Genk C | 30  | 34 | 11 | 8  | 15 | 44 | 55 | -11  |
| 10   | K. SK Tongeren               | 30  | 34 | 11 | 8  | 15 | 40 | 54 | -14  |
| 11   | RWD Molenbeek                | 29  | 34 | 11 | 7  | 16 | 41 | 49 | -8   |
| 12   | K. SV Waregem                | 29  | 34 | 10 | 9  | 15 | 30 | 34 | -4   |
| 13   | K. FC Winterslag             | 29  | 34 | 10 | 9  | 15 | 24 | 49 | -25  |
| 14   | K. Cercle Brugge SV          | 28  | 34 | 10 | 8  | 16 | 57 | 61 | -4   |
| 15   | Club Brugge KV               | 28  | 34 | 10 | 8  | 16 | 46 | 46 | 0    |
| 16   | R. FC Liégeois               | 28  | 34 | 10 | 8  | 16 | 36 | 50 | -14  |
| 17   | K. Beringen FC               | 27  | 34 | 9  | 9  | 16 | 33 | 50 | -17  |
| 18   | KV Mechelen                  | 17  | 34 | 6  | 5  | 23 | 28 | 65 | -37  |

Légende
- Champion de Belgique 1982 et qualifié pour la « Coupe des clubs champions » la saison suivante
- Club qualifié pour la « Coupe des vainqueurs de coupe » la saison suivante
- Club qualifié pour la « Coupe UEFA » la saison suivante
- Club relégué pour la saison suivante

Abréviations
T : Tenant du titre 1981

C : Vainqueur de la Coupe de Belgique 1981-1982

S : Vainqueur de la Supercoupe de Belgique 1981

 : club promu de « Division 2 » depuis la saison précédente

### Meilleur buteur
Erwin Vandenbergh (K. Lierse SV) avec 25 goals. Il est le troisième joueur à remporter trois fois cette récompense, le deuxième à réussir cette performance trois saisons de suite.

#### Classement des buteurs
Le tableau ci-dessous reprend les seize meilleurs buteurs du championnat, soit les joueurs ayant inscrit dix buts ou plus durant la saison.
| #   | Pays | Joueur                  | Club                 | Buts | Matches joués |
| --- | ---- | ----------------------- | -------------------- | ---- | ------------- |
| 1.  |      | Erwin Vandenbergh       | K. Lierse SV         | 25   | 31            |
| 2.  |      | Søren Skov              | K. Cercle Brugge SV  | 23   | 33            |
| 3.  |      | Preben Elkjær Larsen    | K. SC Lokeren        | 17   | 30            |
| 4.  |      | Alexandre Czerniatynski | R. Antwerp FC        | 15   | 34            |
| 5.  |      | Jan Sørensen            | Club Brugge KV       | 14   | 27            |
| 6.  |      | Benny Wendt             | R. Standard de Liège | 13   | 29            |
| 7.  |      | Willy Geurts            | R. SC Anderlechtois  | 12   | 30            |
| =.  |      | Simon Tahamata          | R. Standard de Liège | 12   | 34            |
| 9.  |      | Jan Ceulemans           | Club Brugge KV       | 11   | 29            |
| =.  |      | Juan Lozano             | R. SC Anderlechtois  | 11   | 31            |
| 11. |      | Kenneth Brylle Larsen   | R. SC Anderlechtois  | 10   | 30            |
| =.  |      | Steen Thychosen         | RWD Molenbeek        | 10   | 31            |
| =.  |      | Elmar Jürgens           | R. FC Liégeois       | 10   | 32            |
| =.  |      | Berto Bosch             | K. Lierse SV         | 10   | 33            |
| =.  |      | Jan Peters (nl)         | KV Kortrijk          | 10   | 33            |
| =.  |      | Nico Jansen             | RWD Molenbeek        | 10   | 34            |

## Récapitulatif de la saison
- Champion : R. Standard de Liège (7e titre)
- Quatrième équipe à remporter sept titres de champion de Belgique
- Douzième titre pour la province de Liège.

| Région flamande (14)            | Région flamande (14) | Province de Brabant (2)      | Province de Brabant (2) | Région wallonne (2)    | Région wallonne (2) |
| ------------------------------- | -------------------- | ---------------------------- | ----------------------- | ---------------------- | ------------------- |
| Province d'Anvers               | 3                    | Région de Bruxelles-Capitale | 2                       | Province de Hainaut    | 0                   |
| Province de Flandre-Occidentale | 4                    | Province du Brabant flamand  | 0                       | Province de Liège      | 2                   |
| Province de Flandre-Orientale   | 3                    | Province du Brabant wallon   | 0                       | Province de Luxembourg | 0                   |
| Province de Limbourg            | 4                    |                              |                         | Province de Namur      | 0                   |

1. ↑  Au niveau footballistique, la province de Brabant est toujours unitaire malgré sa partition territoriale en 1995.

### Admission et relégation
Les deux derniers, le KV Malines et le K Beringen FC sont relégués en Division 2. Ils sont remplacés par R. FC Sérésien, champion de deuxième division, et le Beerschot, vainqueur du tour final.

### Débuts en Division 1
Un club fait ses débuts dans la plus haute division belge. Il est le 60e club différent à y apparaître.
- Le K. SK Tongres est le 7e club de la province de Limbourg à évoluer dans la plus haute division belge.

### Bilan de la saison
| Championnat de Belgique de football 1981-1982 |                                                  |
| Champion                                      | R. Standard de Liège (7e titre)                  |
| Dauphin                                       | R. SC Anderlechtois                              |
| Coupes et trophées                            |                                                  |
| Vainqueur de la Coupe de Belgique 1981-1982   | K. Waterschei SV THOR Genk                       |
| Vainqueur Supercoupe de Belgique 1981         | R. Standard de Liège                             |
| Qualifications continentales                  |                                                  |
| Coupe des clubs champions européens 1982-1983 | R. Standard de Liège (Seizièmes de finale)       |
| Coupe des vainqueurs de coupe 1982-1983       | K. Waterschei SV THOR Genk (Seizièmes de finale) |
| Coupe UEFA 1982-1983                          | R. SC Anderlechtois (Premier tour)               |
| Coupe UEFA 1982-1983                          | K. AA Gent (Premier tour)                        |
| Coupe UEFA 1982-1983                          | K. SC Lokeren (Premier tour)                     |
| Promotions et relégations                     |                                                  |
| Promus en Division 1                          | R. FC Sérésien                                   |
| Promus en Division 1                          | K. Beerschot VAV                                 |
| Relégués en Division 2                        | K. Beringen FC                                   |
| Relégués en Division 2                        | KV Mechelen                                      |